# Конлін Маккейб
Конлін Маккейб  (англ. Conlin Mccabe, 20 серпня 1990, Броквілл) — канадський веслувальник, олімпійський медаліст. Срібний призер чемпіонату світу (2011). Дворазовий чемпіон Панамериканських ігор (2015).

## Виступи на Олімпіадах
| Олімпіада   | Дисципліна                     | Місце |
| ----------- | ------------------------------ | ----- |
| Лондон 2012 | вісімка розстібна зі стерновим | 2     |
| Ріо 2016    | четвірка                       | 6     |
| Токіо 2020  | двійка                         | 4     |